# Футурама
Футурама (енгл. Futurama) америчка је анимирана комедија ситуације коју је створио Мет Грејнинг. Прати пустоловине Филипа Џеј Фраја, који је 1000 година био криогенски замрзнут, након чега је оживљен 31. децембра 2999. Фрај налази посао у предузећу за међупланетарну доставу, радећи заједно са једнооком Лилом и роботом Бендером.
Добила је позитивне рецензије критичара и била номинована за 17 награда Ени и 12 награда Еми, као и награду Небјула. Серију је првобитно приказивао Fox, након чега је отказује и емитовање преузима Comedy Central. У фебруару 2022. Hulu је наручио нову сезону серије, а емитовање заказао за 24. јул 2023.

## Радња
Радња се дешава у Њујорку, године 2999. Серија почиње прославом нове 2000. године, када Филип Џеј Фрај, разносач пица, случајно бива замрзнут. Он бива одмрзнут хиљаду година касније, и открива Њуњујорк, са многим новим законима и обичајима, који, иако њему делују необични, тадашњим становницима делују потпуно уобичајено. Серија прати Фрајеве „авантуре“, док ради као разносач интерпланетарних пошиљки.
Иако је окружење видно другачије, људи и свесни роботи су ипак мало измењени. То је, у ствари, оно што серији даје сатиричан тон, јер је порука тога да људско друштво ипак слабо и споро напредује и развија се.

## Ликови

### Главни
- Филип Џеј Фрај (енгл. Philip J. Fry) је 25-годишњи момак који је по занимању био разносач пица, али је на прелазу из 1999. у 2000. годину грешком замрзнут, и одмрзнут хиљаду година касније, на прелазу из 2999. у 3000. Открио је да у будућности има свог далеког потомка, професора Фарнсворта. Већ у првој епизоди серије од одлази код њега и, заједно са још двоје главних ликова (в. доле) постаје члан његове нове посаде за испоруке. Њему се сви обраћају са Фрај, а његово име се никад не спомиње. Име Филип је, у ствари, добио по Филу Хартману, глумцу за кога је у Футурами припремљена улога Зепа Бранигена, али Хартман је преминуо пре реализовања улоге. Фрај се не одликује великом интелигенцијом, што је чест извор хумора у серији. Такође је у извесној мери детињаст, не размишља много о будућности, олако гледа на ствари, а склон је повређивању и упадању у неприлике. Такође је и прилично неуредан, што Бендеру не смета, али смета Лили и већини осталих. Његова одећа је креирана према оној коју је носио Џејмс Дин у филму Бунтовник без разлога. Глас му даје Били Вест.

- Туранга Лила (енгл. Turanga Leela) је главни женски лик у серији. Она је прва особа са којом се Фрај упознао по доласку у будућност; радила је на уграђивању каријерних чипова, али је (после јурњаве са Фрајом који је одбијао да му се чип угради јер је требало опет да буде достављач) на крају дала отказ, скинула свој чип и заједно са Фрајем постала члан Фарнсвортове посаде. Она је капетан брода којим се обављају испоруке, и као таква је доста строга, што се Фрају и Бендеру, који се не одликују вредноћом, не допада баш увек, што често узрокује свађе између њих. Лила има љубичасту косу скупљену у велики коњски реп. Има само једно око, и сама је мислила да је ванземаљац, али ће тек касније током серије да сазна да је у ствари мутант. Такође је знала да је сироче и да су је родитељи оставили кад је била беба, мада је касније и њих поново срела међу осталим мутантима, који живе у канализацији. Око десне руке стално носи велику компјутеризовану наруквицу. Разуме се у борилачке вештине што је више пута демонстрирала. Интелигентнија је од Фраја и Бендера, због чега је и изабрана да баш она, од њих троје, буде капетан свемирског брода. Иако, због једног ока, има слабу дубинску перцепцију, без проблема управља бродом. И поред тога што има само једно око, Лила је многима привлачна девојка. Ипак, никада није успела да нађе сродну душу. Имала је једног момка у прошлости, као и неколико излета током серије, али није остварила блиски контакт ни са ким. Између ње и Фраја је било неколико полу-романтичних тренутака, али њихов однос ипак никада није прерастао у нешто више. Њој глас даје Кејти Сагал.

- Бендер Бендинг Родригез (енгл. Bender Bending Rodriguez) је Фрајев најбољи пријатељ, иначе робот. Он је антихерој јер поседује многе негативне особине: клептоман је и алкохоличар, пуши цигаре, воли (роботску) порнографију и (роботске) проститутке и склон је коцки. Ипак, поседује известан шарм којим забавља друштво, па му остали најчешће опраштају све ове његове слабости. Када је једном приликом био одсутан на неко време, Фрај је почео пуно да пије и да краде ствари од других. Тада му је Лила рекла: Лепо је што желиш да одмениш Бендера, али ако наставиш толико да пијеш умрећеш од цирозе јетре, а ако наставиш да крадеш од мене сломићу ти нос. То показује да околина толерише само Бендерове испаде а не и Фрајеве. Његово име у преводу значи савијач, и то је заиста оно за шта је Бендер програмиран и у чему је добар. Када је Фрај требало да нађе стан, Бендер му је понудио да буду цимери; Фрај је увидео да је његов стан велик само два квадрата и најпре није желео да се усели, али када је открио да Бендер у стану има и плакар који је величине једног већег стана, уселио се код њега, тачније у његов плакар. Бендер нема длаке на језику, каже свима шта мисли, а како није у стању да разуме људске емоције, то често разултује конфликтима. Он поседује и жељу да убије све људе, мада је ипак никад није реализовао. Такође има и скривену жељу да буде фолк певач, а та жеља изађе на видело када му се на главу закачи магнет. Честа реченица којом у свађи воли да одбруси другима је Изеш ми сјајно метално дупе (Bite my shiny metal ass). Глумац који му позајмљује глас зове се Џон Димаџо.

- Хјуберт Џеј Фарнсворт (Hubert J. Farnsworth) је Фрајев далеки потомак, мада је најстарији од свих ликова у серији; има око 150 година. Он је власник Планете Експрес, компаније за међупланетарну испоруку робе. Упослио је Фраја, Бендера и Лилу као нове чланове посаде пошто му је стара изгубљена током једне испоруке. Његов лик је рађен према стереотипима једног лудог научника, мада је ипак у извесној мери разуман. У слободно време воли да проланази нове ствари или врши разна изучавања. Његова најпознатија реченица је Добре вести, народе, а најчешће је изговара када треба да пошаље посаду у мисију отпремања пакета - често на неко опасно место. Сенилан је и неретко заборавља како се чланови његове посаде зову и како изгледају, па када би добили неког новог члана, професор често не би знао ко је то.

- Ејми Вонг (енгл. Amy Wong) је студенткиња инжењеринга из Кине која похађа Марс универзитет, а припада сестринству „Капа Капа Вонг“. Професор Фарнсворт воли да је има уз себе, јер, како каже, има исту крвну групу као он. Потиче из веома богате кинеске породице па је помало размажена. Њени родитељи желе да се она уда и заснује породицу, мада Ејми то не жели. Променила је много момака, а један од њих био је и Фрај. У свом говору доста употребљава сленг 30. века, а кад псује, то чини на кинеском. Уме да управља свермиским бродом што је научила силом прилика. Најчешће носи розе тренерку. Када излази у град или на плажу често се облачи веома оскудно, и то јој не смета што се види на примеру када је једном на плажи питала професора како изгледа. Овај је одговорио Као јефтина француска проститутка, на шта је Ејми увређено рекла Француска?!

- Доктор Џон Д. Зоидберг (John D. Zoidberg) је ванземаљац краболиког изгледа, јер потиче из расе Декаподијанаца у којој су сви налик на крабе. Он ради као доктор на Планети Експрес мада се веома слабо разуме у медицину. Мада тврди да је експерт за људе, његово познавање људске анатомије је толико слабо да не зна ни да разликује мушкарце од жена, а мисли да се људима гонаде налазе у врату. Изузетно је сиромашан и суочен је са несташицом хране; ретко кад има прилику да нешто поштено поједе, те зато уопште није избирљив кад је јело у питању. Такође је неомиљен међу осталим главним ликовима, и не либи се да учини било шта како би се зближио с њима. Пример: Када је Бендер једном, гледајући Лилу како љуби свог љубимца Ниблера који га је претходно ујео за задњицу, рекао: Хеј, мени је уједена гузица а не видим да је неко љуби!, Зоидберг, који се ту затекао, рекао је Добро, долазим.

- Хермес Конрад (енгл. Hermes Conrad) је бирократа пореклом са Јамајке који ради на Планети Експрес. Носи фризуру с малим плетеницама, наочаре и зелено одело. Изразито је вредан и посвећен послу. Некада је био шампион у лимбу. Има супругу Лабарбару и са њом сина Двајта који доста подсећа на дечју верзију Боба Марлија.

### Споредни
- Зап Браниген (енгл. Zapp Brannigan) је члан Демократског реда планета (D.O.O.P.). Његов лик је створен према Џејмсу Т. Кирку из Звезданих стаза. Прилично је уображен и сматра себе за много значајнију особу него што јесте. Смислио је и свој Бранигенов закон кога се, наравно, само он сам придржава. Лила му је изузетно привлачна, и успео је чак да је приволи и на секс, мада је ова то учинила из сажаљења (Мој здрав разум је на тренутак био надвладан осећајем сажаљења, рекла је касније Лила). Од онда покушава да заведе Лилу али без успеха.

- Ниблер (Nibbler) - Лилин љубимац. Нашла га је на планети Вергон 6 приликом једне акције спасавања животиња од изумирања и задржала као љубимца. Он је у стању да поједе много веће животиње од себе, а његова балега је такозвана тамна материја која може да се користи као гориво за свемирске бродове. Иначе, за њега се испоставило да је он много интелигентнији него што изгледа, да је амбасадор планете Ниблоније на Земљи, а у једној епизоди је откривено да Фрај није случајно завршио у будућности, већ да је то био део плана Ниблера и његовог народа за спашавање универзума.

- Киф Крокер (Kif Kroker) - помагач Запа Бранигена. Изгледа као типичан ванземаљац - упадљивог облика главе и зелене пути. Принуђен је да ради многе понижавајуће послове за свог послодавца - да слуша његове испразне беседе, записује их, али и да му брије пазух или да показује на његову медаљу на грудима. Он је најдуже од свих Ејминих момака са њом у вези, а та веза је резултовала и трудноћом — али не Ејмином већ Кифовом.

- Кјуберт Фарнсворт (Cubert Farnsworth) - 12-годишњи дечак, клон професора Фарнсворта. Његова фризура и боја косе подсећају на Фрајеву чиме се види генетичка повезаност. Доста је интелигентан, али прилично дрзак према свима осим према професору, кога сматра за оца. Највише се дружи са Хермесовим сином Двајтом.

- Мама (њено право име никад није откривено) - жена која је створила све роботе. Богата је, магнат, има фирму која производи моторно уље за роботе. У јавности носи хаљину која јој изобличује тело како би деловала као немоћна старица, мада је у ствари много агилнија. Има три сина, све један глупљи од другог. Мада је воле, поготово роботи, она је у ствари негативац. У два наврата је Фрају упропастила прилику да постане богат.

- Робот Деда Мраз - такође негативац. Приликом његовог склапања дошло је до грешке код уградње чипа за одређивање тога ко је био добар, а ко није, па су по њему сви били неваљали. Зато се на Божић сви сакривају у куће јер Деда Мраз пуца на сваког кога затекне на улици.

- Морбо и Линда (Morbo & Linda) - двоје водитеља локалних вести. Морбо је ванземаљац, увек у себи говори у трећем лицу (Морбо сматра да..., Морбу се ово допада итд.) и често се руга људској раси и прети им да ће изумрети или да ће бити поробљена. Линда је, с друге стране, људско биће, али се по правилу смешка Морбивим доскочицама као да их и она подржава.

## Епизоде
| Сезона | Сезона | Епизоде | Епизоде | Оригинално емитовање | Оригинално емитовање |
| Сезона | Сезона | Епизоде | Епизоде | Премијера            | Финале               |
| ------ | ------ | ------- | ------- | -------------------- | -------------------- |
|        | 1.     | 13      | 13      | 28. март 1999.       | 14. новембар 1999.   |
|        | 2.     | 19      | 19      | 21. новембар 1999.   | 3. децембар 2000.    |
|        | 3.     | 22      | 22      | 21. јануар 2001.     | 8. децембар 2002.    |
|        | 4.     | 18      | 18      | 10. фебруар 2002.    | 10. август 2003.     |
|        | 5.     | 16      | 16      | 23. март 2008.       | 30. август 2009.     |
|        | 6.     | 26      | 13      | 24. јун 2010.        | 21. новембар 2010.   |
|        | 6.     | 26      | 13      | 23. јун 2011.        | 8. септембар 2011.   |
|        | 7.     | 26      | 13      | 20. јун 2012.        | 29. август 2012.     |
|        | 7.     | 26      | 13      | 19. јун 2013.        | 4. септембар 2013.   |
|        | 8.     | 10      | 10      | 24. јул 2023.        | 25. септембар 2023.  |
|        | 9.     | 10      | 10      | 29. јул 2024.        | 30. септембар 2024.  |

## Стереотипи
Честа тема епизода је достава одређеног товара на одређену планету. Фрај, Лила и Бендер, а често и још неко из „Планете Експрес“, добију задатак да обаве испоруку, а то се касније претвори у неку авантуру. Фрајева глупост често узрокује да не крене све по плану. Серија представља Њу Џерзи као лоше место за становање, а у њему се налази и роботски пакао. У серији су присутне и многе личности из нашег времена, али као главе у стакленим теглама. Многе познате личности су гостовале у серији тако што су давали глас својим цртаним верзијама, али скоро сви су егзистирали као главе у тегли: Бисти Бојс, Памела Андерсон, Ал Гор, екипа Звезданих стаза. Чак и председник Земље је глава у тегли, а реч је о Ричарду Никсону. Присутни су и неки фиктивни брендови, као што је на пример пиће „Слурм“, пародија на Кока-колу.

## Однос Фраја и Лиле
Фрај исрпва није показивао никакве симпатије према Лили, чак се и тргао када јој је први пут видео лице, наравно због једног ока. Међутим, у једној епизоди прве сезоне екипа је била на крстарењу, и Фрај је изигравао Лилиног вереника како би Лила избегла удварања Запа који је ту био капетан. Том приликом је Фрај добио лажни пољубац од Лиле и може се рећи да су ту почеле његове симпатије према њој. Од тада је у неколико наврата, тј. епизода, покушавао да стекне њену наклоност. Међутим, више од неколико пољубаца није успео да добије, највише због тога што осећања нису била обострана. Једанпут је Лила за Фраја рекла: Симпатичан је, али много незрео. Допада ми се његов дечачки шарм, али не могу да поднесем његову детињастост.
Најближи остваривању романтичне везе Фрај и Лила су били почетком треће сезоне, када су у Фраја ушли паразити који су му ојачали мишиће и побољшали неке његове особине. Он је тада изјавио Лили љубав, ова је схватила да је то због тих паразита и узвратила му је осећања, али се самом Фрају није допало то што га Лила воли због паразита па их је одстранио, мада га је то коштало вероватно највеће прилике да оствари романсу с њом. Јер, после тога му више није успело да буде романтичан као док је имао паразите, те је његова веза с Лилом пропала пре него што је и почела.
Један од изума које је професор направио је „Шта-ако“ машина, којој би се поставило питање шта би се десило када би на снази била одређена чињеница, а машина би онда приказала кратак филм као одговор. Тако су је једном упитали шта би се десило да је Лила „само мало“ импулсивнија. Испоставило се да би Лила најпре поубијала све чланове Планете Експрес, чак и свог љубимца Ниблера, а да би онда спавала са Фрајем.

## Стрип издања
У новембру 2000. почела су да излазе и стрип издања Футураме базирана на серији. До 2003. су излазили двапут месечно, док отада до данас излазе четири пута годишње. До данас су изашла 34 стрип-магазина, као и две дупле епизоде у којима се заједно појављују ликови из Футураме и „Симпсонових“,. Када је 2003. серија престала са емитовањем, стрипови су били једини нови Футурама материјал.